# Liste des épisodes de Power Rangers : Super Police Delta
 (janvier 2014).
Si vous disposez d'ouvrages ou d'articles de référence ou si vous connaissez des sites web de qualité traitant du thème abordé ici, merci de compléter l'article en donnant les références utiles à sa vérifiabilité et en les liant à la section « Notes et références ».
Cet article présente le guide des épisodes de la treizième saison de la série télévisée américaine Power Rangers, Power Rangers : Super Police Delta.

## Épisode 01:Le nouveau commencement 1ère partie
- N° de production : 535
- Titre original : Beginnings, Part I
- Résumé : La S.P.D (Space Patrol Delta) est une patrouille du futur qui protège la terre des humains et extraterrestres malfaisants. Trois de ses membres: Sky, Bridge et Sydney rencontrent les voleurs Jack et Z qui ont des pouvoirs spéciaux comme eux.

## Épisode 02:Le nouveau commencement 2ème partie
- N° de production : 536
- Titre original : Beginnings, Part II
- Résumé : Jack et Z ont été arrêtés par la SPD. Cruger leur donne le choix suivant: soit devenir un membre de L'unité B et devenir un Ranger ou bien rester en prison. Z décide de devenir un Ranger tandis que Jack préfère rester en prison...

## Épisode 03:Face à face
- N° de production : 537
- Titre original : Confronted

Résumé : L'unité A de la SPD a été capturée par l'Emperor Gruumm, L'unité B prend alors le relais pour défendre la Terre tandis que Jack se rend compte de tous les privilèges qu'il possède en étant le Ranger Rouge...

## Épisode 04:Jalousies
- N° de production : 538
- Titre original : Walls
- Résumé : Sky n'arrive pas à accepter le fait qu'il ne soit pas le Ranger rouge, et donc le leader de l'Unité B. Il décide de ne pas participer aux activités du groupe et ne reçoit pas sa nouvelle moto...

## Épisode 05:Une vie de chien
- N° de production : 539
- Titre original : Dogged
- Résumé : Quand Sydney est en colère contre le chien robotique de la SPD et le trouve inutile, ce dernier prend un tire pour elle, et, est gravement endommagé. Piggy échange un liquide avec un monstre de Emperor Gruumm qui permet de réduire les humains sous forme de plasme.

## Épisode 06:Bridge à l'oeuvre
- N° de production : 540
- Titre original : A-bridged
- Résumé : Lorsqu'un cambrioleur s'attaque aux banques de la ville, tous les soupçons se portent sur un extraterrestre. Pourtant, Bridge n'y croit pas mais aucun Rangers n'essaie de le comprendre...

## Épisode 07:Sam 1ère partie
- N° de production : 541
- Titre original : Sam, Part I
- Résumé : Sam, un jeune garçon timide, est ridiculisé par ses camarades lorsqu'il leur montre ses pouvoirs de téléportation. Mora profite de la situation pour que l'enfant utilise ses pouvoirs pour le mal...

## Épisode 08:Sam 2ème partie
- N° de production : 542
- Titre original : Sam, Part II
- Résumé : Sam a envoyé Jack et Z et le monstre orange quelque part sur une île, il ne réussissent pas à le vaincre et retourne à la recherche de Sam et alors que Z l'ait trouvé elle se fait transformer en poupée...

## Épisode 09:Un faux ami
- N° de production : 543
- Titre original : Idol
- Résumé : Le commandant Cruger laisse l'équipe seule pendant deux jours pour se rendre à une importante réunion galactique. C'est le moment qu'a choisi un vieil ami de Sky pour sortir de l'ombre, mais Jack a quelques soupçons sur ses ambitions...

## Épisode 10:Joyeux anniversaire
- N° de production : 544
- Titre original : Stakeout
- Résumé : L'empereur Gruumm parvient à libérer un ennemi nommé Sinuku. Jack et Sydney partent en mission de surveillance, alors que c'est l'anniversaire de cette dernière. Jack ne sait pas ce qu'est un anniversaire car il n'en a jamais fêter...

## Épisode 11:Shadow Ranger 1ère partie
- N° de production : 545
- Titre original : Shadow, Part I
- Résumé : Après un nouveau cauchemar sur son passé, le commandant Cruger n'est vraiment pas joyeux et traite mal les Rangers. Après que Kat est insisté pour savoir son cauchemar, Il décide de faire part de son histoire à elle et aux Rangers. Pendant ce temps, l'empereur Gruumm met au point un plan pour éliminer Doggie Cruger...

## Épisode 12:Shadow Ranger 2ème partie
- N° de production : 546
- Titre original : Shadow, Part II
- Résumé : Kat a été enlevée par l'ennemi juré de Cruger. Cruger le déteste car il a enlevé et assassiner sa femme, Isinia. Cruger décide alors de partir à la recherche de Kat, armé du morpher qu'elle lui a préparé...

## Épisode 13:Abandon
- N° de production : 547
- Titre original : Abandonned
- Résumé : Le Mal, un puissant cristal provenant des profondeurs des Abysses, s'est réveillé. Gruumm veut s'emparer de son pouvoir pour devenir invincible et ainsi battre les Rangers et détruire la Terre...

## Épisode 14:Sophie 1ère partie
- N° de production : 548
- Titre original : Wired, Part I
- Résumé : Mora recrute Valko, un alien, pour devenir le commandant en second de Gruumm. Mais avant de pouvoir occuper son poste, Valko va devoir prouver qu'il a le profil idéal, il doit capturer Sophie qui fait partie de L'unité D de la SPD et qui n'est pas vraiment humaine...

## Épisode 15:Sophie 2ème partie
- N° de production : 549
- Titre original : Wired, Part II
- Résumé : Sophie s'est fait enlever par Valko. Après que Sophie se soit fait enlever, Bridge comprend que Valko voulait l'enlever pour l'utiliser dans son projet pour sortir un gigantesque robot de sous-terre. Pendant ce temps, Cruger et les Rangers essaient de trouver Sophie...

## Épisode 16:Boom le héros
- N° de production : 550
- Titre original : Boom
- Résumé : Boom a menti à ses parents en leur disant qu'il était le chef de l'équipe des Rangers, le fabuleux Ranger orange. Ses mensonges vont devenir réalité le temps de leur petite visite à la base...

## Épisode 17:Transformation
- N° de production : 551
- Titre original : Recognition
- Résumé : Sky ne se sent plus vraiment lui-même lorsqu'un extraterrestre échange son corps avec le sien. Dans le corps du Ranger bleu, le criminel va tenter de contrôler le Megazord afin de détruire toute la planète...

## Épisode 18:Le samouraï du passé
- N° de production : 552
- Titre original : Samuraï
- Résumé : Les Rangers doivent partir à Kyoto au Japon pour arrêter un ancien guerrier samouraï ramené dans le temps par Gruumm grâce à un vortex interdimensionnel, mais les Rangers sont loin de l'arrêter...

## Épisode 19:Garde à vous!
- N° de production : 553
- Titre original : Dismissed
- Résumé : Le général Fowler Birdie, le supérieur de Cruger, débarque sur Terre et le relève de ses fonctions. C'est un moment très mal choisi, car l'empereur Gruumm décide d'attaquer la Terre lui-même...

## Épisode 20:À chacun sa vérité
- N° de production : 554
- Titre original : Perspective
- Résumé : Chacun des Rangers a une version différente de leur dernier combat contre un ennemi envoyé par Gruumm, ce qui mène à une totale confusion pour Cruger qui doit trouver ce qui s'est réellement passé...

## Épisode 21:Un message alarmant 1ère partie
- N° de production : 555
- Titre original : Messenger, Part I
- Résumé : Morgana envoie chercher ses plus puissants alliés lorsqu'elle décide de détruire la Terre elle-même. Pendant ce temps, les Rangers reçoivent un message du futur...

## Épisode 22:Un message alarmant 2ème partie
- N° de production : 556
- Titre original : Messenger, Part II
- Résumé : Le mystérieux Ranger Oméga venant du futur, pas inconnu des autres Rangers, vient en aide aux Rangers alors qu'ils se sont fait battre par un ennemi redoutable...

## Épisode 23:Favoritisme
- N° de production : 557
- Titre original : Zapped
- Résumé : Morgana offre à un magicien une baguette magique en échange de son aide pour la destruction des Rangers. Quand Syd comprend ce qui se passe, il prend le contrôle de son esprit et la retourne contre les autres Rangers..

## Épisode 24:Un redoutable adversaire 1ère partie
- N° de production : 558
- Titre original : Reflections, Part I
- Résumé : Les Rangers doivent utiliser une nouvelle arme surpuissante pour affronter un nouveau monstre. De plus, Sky se retrouve face au criminel responsable de la mort de son père...

## Épisode 25:Un redoutable adversaire 2ème partie
- N° de production : 559
- Titre original : Reflections, Part II
- Résumé : Le criminel responsable de la mort du père de Sky s'est échappée, Sky veut à tout prix le retrouver pour venger son père, mais lui et les autres Rangers sont capturés, il ne reste que le Ranger Oméga qui a déjà une idée pour libérer les autres...

## Épisode 26:Commando 1ère partie
- N° de production : 560
- Titre original : S.W.A.T., Part I
- Résumé : Piggy et ses acolytes volent la technologie de la SPD. Les Rangers partent pour Zentor afin de s'entraîner pour recevoir une nouvelle armure. Ils vont devoir se plier aux ordres d'un sergent et apprendre à travailler en équipe pour pouvoir prétendre aux armes d'une nouvelle technologie...

## Épisode 27:Commando 2ème partie
- N° de production : 561
- Titre original : S.W.A.T., Part II
- Résumé : Les Rangers doivent à tout prix faire équipe pour endurer les épreuves physiques de leur Mentor, mais il se dispute et s'en vont chacun dans sa direction. Sur Terre, Doggie Cruger et Sam tentent aux mieux de protéger leur planète en attendant l'arrivée des autres Rangers.

## Épisode 28:Des robots à foison
- N° de production : 562
- Titre original : Robotpalooza
- Résumé : Les Rangers sont complètement dépassés par les évènements lorsque Gruumm et Broodwing envoient robot après robot attaquer la ville pour fatiguer les Rangers et ainsi s'emparer de la Terre...

## Épisode 29:La catastrophe
- N° de production : 563
- Titre original : Katastrophe
- Résumé : Kat reçoit une promotion et accepte de devenir chef des technologies au quartier général de la SPD. Elle se rend vite compte de l'erreur qu'elle a commise et doit trouver un moyen de rentrer sur Terre...

## Épisode 30:La disparition
- N° de production : 564
- Titre original : Missing
- Résumé : Lors d'un combat, Bridge est capturé par le monstre et enfermé dans une pièce où il est sur le point de se faire écraser car les murs se rapprochent. Jack va tout mettre en œuvre pour retrouver et sauver le Ranger Vert...

## Épisode 31:Résurrection du passé
- N° de production : 565
- Titre original : History[1]
- Résumé : Broodwing est parvenu à récupérer les Dino Cristaux sur Onyx, et téléporte les Dino Rangers du passé dans le futur pour qu'ils l'aident à détruire la Terre mais ils refusent et s'échappent dans un temps qui n'est pas le leurs...

## Épisode 32:Impact
- N° de production : 566
- Titre original : Impact
- Résumé : Broodwing paie le professeur Cerebros pour qu'il modifie la trajectoire d'une météorite afin qu'elle s'écrase sur Newtech City. Pour arrêter le danger qui les menaces Jack et Sky partent détruire la météorite, mais après l'explosion, Jack a disparu..

## Épisode 33:Le collectionneur de badges
- N° de production : 567
- Titre original : Badge
- Résumé : Icthior, l'ancien rival de Cruger à l'Académie, s'allie avec Broodwing et vole les badges des uniformes des Rangers. Pendant ce temps, Gruumm ordonne à Morgana de récupérer le dernier élément de son plan...

## Épisode 34:Insomnie
- N° de production : 568
- Titre original : Insomnia
- Résumé : Après avoir entendu une sorte de remore-réflexion de Cruger sur le fait d'avoir envoyé L'unité A dans l'espace, les Rangers n'arrivent pas à trouver le sommeil, ils se remémorent alors tout le chemin qu'ils ont parcourus qui leur a permis de former l'équipe soudée qu'ils sont devenus.

## Épisode 35:Voyage dans le temps
- N° de production : 569
- Titre original : Wormhole[1]
- Résumé : L'Empereur Gruum traverse un passage temporel afin de remonter le temps et de conquérir la Terre sans être gêné par la Super Police Delta, mais ils rencontrent les  Dino Rangers...
- Note : Cet épisode se déroule avant Le Collectionneur de badges et Insomnie malgré la numérotation, car dans cet épisode on voit clairement que Mora n'a pas encore été hypnotisée par Omni.

## Épisode 36:Renaissance
- N° de production : 570
- Titre original : Resurrection
- Résumé : Alors que Jack rencontre une fille qui lui fait remarquer qu'il ne vit pas la vie qu'il souhaiterait, Broodwing quant à lui besoin de batteries pour son plan final de destruction de la Terre. Alors que les Rangers partent en mission, ils retrouvent l'unité A de la SPD.

## Épisode 37:Ultime combat 1ère partie
- N° de production : 571
- Titre original : Endings, Part I
- Résumé : Doggie est enfermé à l'intérieur du vaisseau de Gruumm, pendant que l'Unité B doit affronter l'Unité A et que Broodwing attaque la Base Delta, mais Kat, Boom et Sam sont prêts à arrêter Broodwing...

## Épisode 38:Ultime combat 2ème partie
- N° de production : 572
- Titre original : Endings, Part II
- Résumé : L'unité A a été battue, Les Rangers retournent donc à la base pour reprendre le contrôle du Mégazord utilisé par Broodwing pour détruire la ville. Pendant ce temps, Cruger affronte Gruumm...
  - N° de production :
  - Titre original : new Beginnings, Part I
  - Résumé :